# Adlwang
Adlwang là một đô thị thuộc huyện Steyr-Land thuộc bang Oberösterreich, Áo. Đô thị Adlwang có diện tích 17.18 km², dân số thời điểm năm 2020 là 1874 người.